# Oksana Akínshina
Oksana Aleksándrovna Akínshina (en ruso: Оксана Сергеевна Акиньшина; 19 de abril de 1987) es una actriz rusa de cine y televisión. Se dio a conocer por su papel principal en la película sueca Lilya 4-ever (conocida en español como Las alas de la vida), dirigida por Lukas Moodysson.

## Biografía
Nació en la ciudad de Leningrado (actual San Petersburgo) en la antigua Unión Soviética, en la que vive desde entonces. Comenzó actuando a la edad de 12 años, fue descubierta por el director Serguéi Bodrov, y realizó su debut en la pantalla con el filme Hermanas (Syostry), de 2001.
Su segundo filme Lilya 4-ever (2002), le ganó ese mismo año la nominación como mejor actriz en los Premios del Cine Europeo. Sin embargo, perdió frente a una de las actrices de la película 8 Mujeres (2002), dirigida por François Ozon. Oksana, por su papel en Lilya 4-Ever, recibió una nominación como mejor actriz a los Guldbagge Awards, premios del cine sueco.
Desde entonces Akínshina ha actuado en grandes filmes como Het Zuiden, dirigido por Martin Koolhoven, y Wolfhound (2008), dirigido por Valeri Todorovski.

## Filmografía
- 2001: Hermanas (Syostry), dirigida por Serguéi Bodrov (Rusia).
- 2002: Lilya 4-ever, dirigida por Lukas Moodysson (Suecia).
- 2004: The Bourne Supremacy dirigida por Paul Greengrass (Estados Unidos).
- 2004: Het Zuiden, dirigida por Martin Koolhoven (Bélgica, Dinamarca y Países Bajos).
- 2006: Moscow Zero, dirigida por María Lidón (Reino Unido, Estados Unidos y España).
- 2007: The Wolfhound, dirigida por Nikolái Lebedev (Rusia).
- 2008: Stilyagi, dirigida por Valeri Todorovski (Rusia).
- 2020: Sputnik: extraño pasajero, dirigida por Egor Abramenko (Rusia).
- 2021: Chérnobil: La película, dirigida por Danila Kozlovsky (Rusia).

## Premios y nominaciones
| Año  | Premio                                        | Categoría    | Obra nominada                       | Resultado |
| ---- | --------------------------------------------- | ------------ | ----------------------------------- | --------- |
| 2002 | Bratislava International Film Festival Awards | Mejor actriz | Hermanas                            | Ganador   |
| 2003 | European Film Awards                          | Mejor actriz | Lilya 4-ever                        | Nominado  |
| 2003 | Festival Internacional de Cine de Gijón       | Mejor actriz | Lilya 4-ever                        | Ganador   |
| 2003 | Guldbagge Awards                              | Mejor actriz | Lilya 4-ever                        | Ganador   |
| 2003 | Rouen Nordic Film Festival Awards             | Mejor actriz | Lilya 4-ever                        | Ganador   |
| 2003 | Stockholm Film Festival Awards                | Mejor actriz | Lilya 4-ever                        | Ganador   |
| 2012 | Nika Award                                    | Mejor actriz | Vysotsky. Thank You For Being Alive | Nominado  |